# Oberschaar (Mildenau)
Oberschaar ist eine zum Ortsteil Arnsfeld der Gemeinde Mildenau gehörige Siedlung im sächsischen Erzgebirgskreis. Oberschaar wurde 1999 gemeinsam mit Arnsfeld und Mittelschmiedeberg eingemeindet.

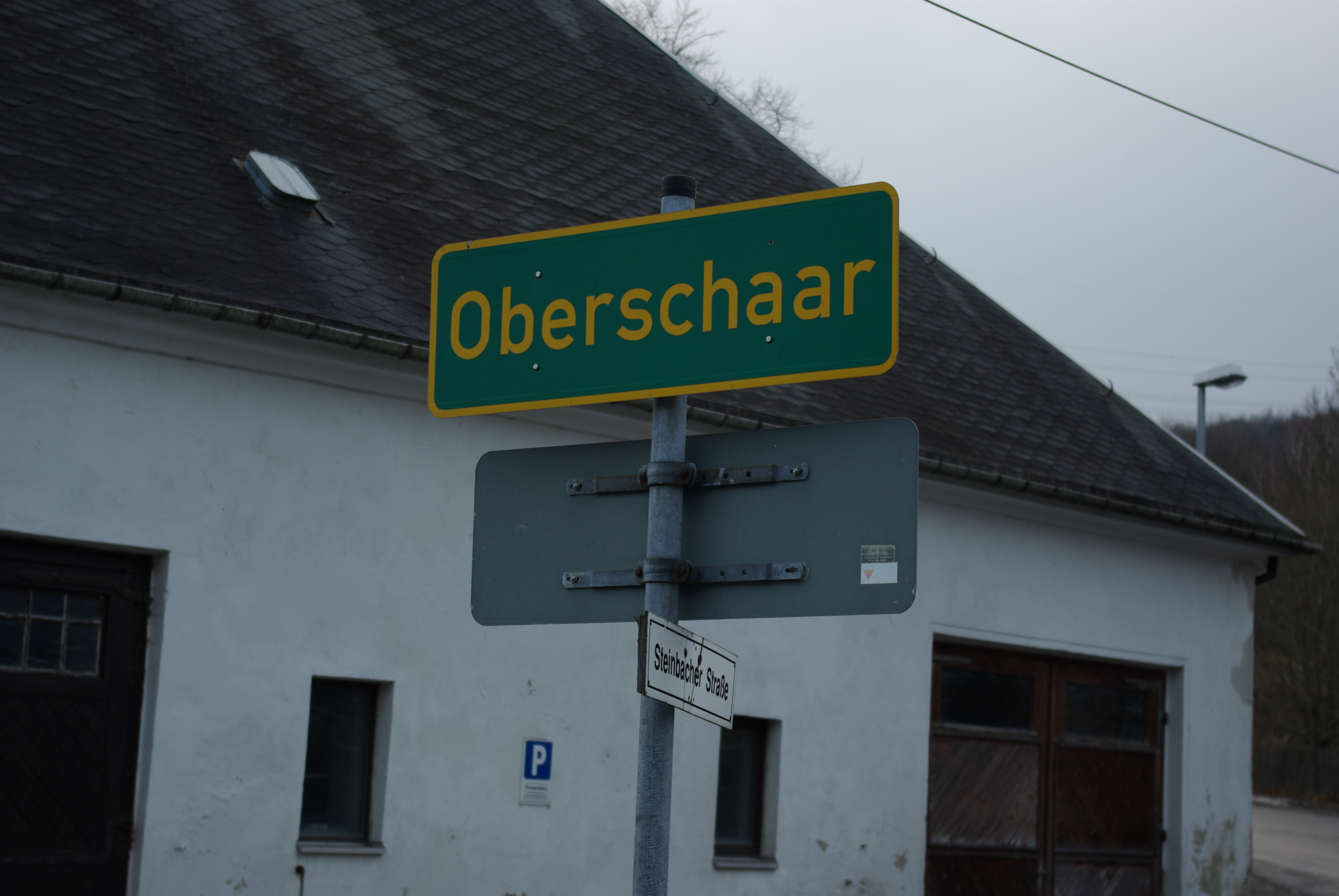
Oberschaar, Ortsschild

## Geographische Lage

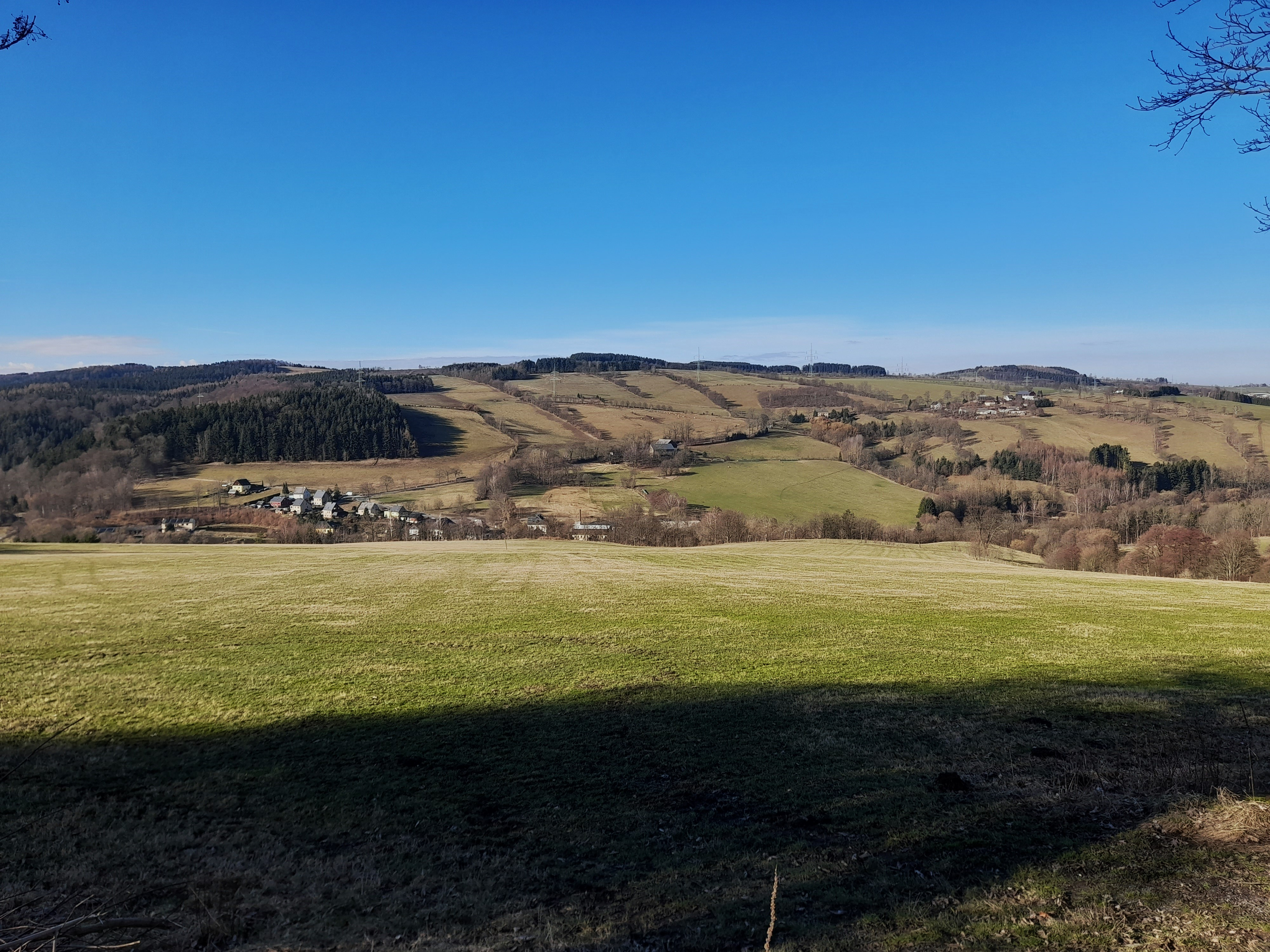
Blick von Steinbach (Jöhstadt) nach Oberschaar (Mildenau)

Oberschaar liegt im Mittleren Erzgebirge südöstlich vom Hauptort Arnsfeld. Der obere Teil Oberschaars liegt als Streusiedlung an einem Hang an der Straße von Steinbach nach Arnsfeld. Der untere Ortsteil wird durch die Preßnitz von Steinbach getrennt. Er verläuft von der Einmündung der Steinbacher Straße bis zur Gaststätte „Am Wildbach“.

### Nachbarorte
| Arnsfeld | Oberschmiedeberg                            |           |
|          | Kompassrose, die auf Nachbargemeinden zeigt | Steinbach |
|          | Steinbach                                   |           |

## Geschichte

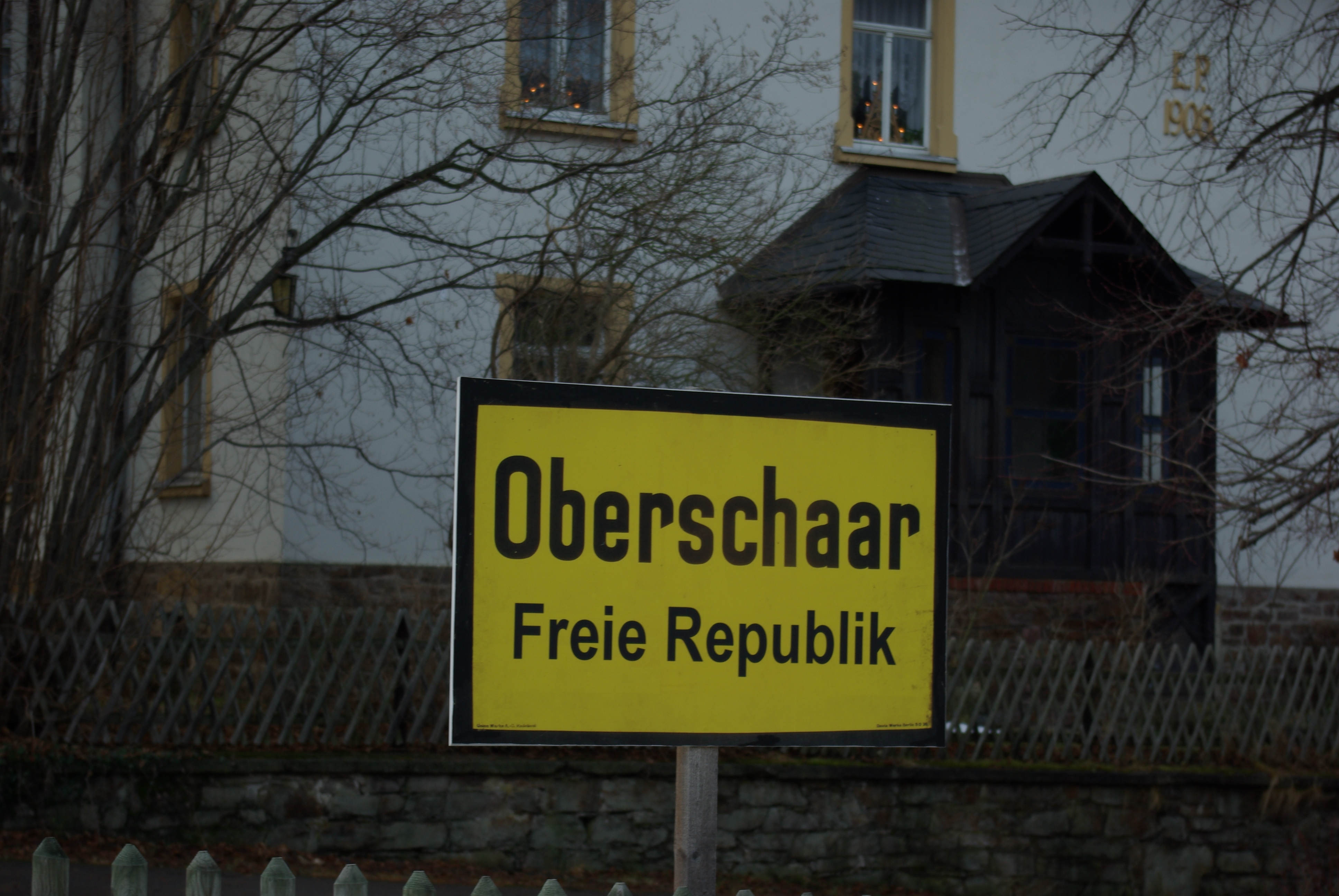
Ortsschild der „Freien Republik Oberschaar“

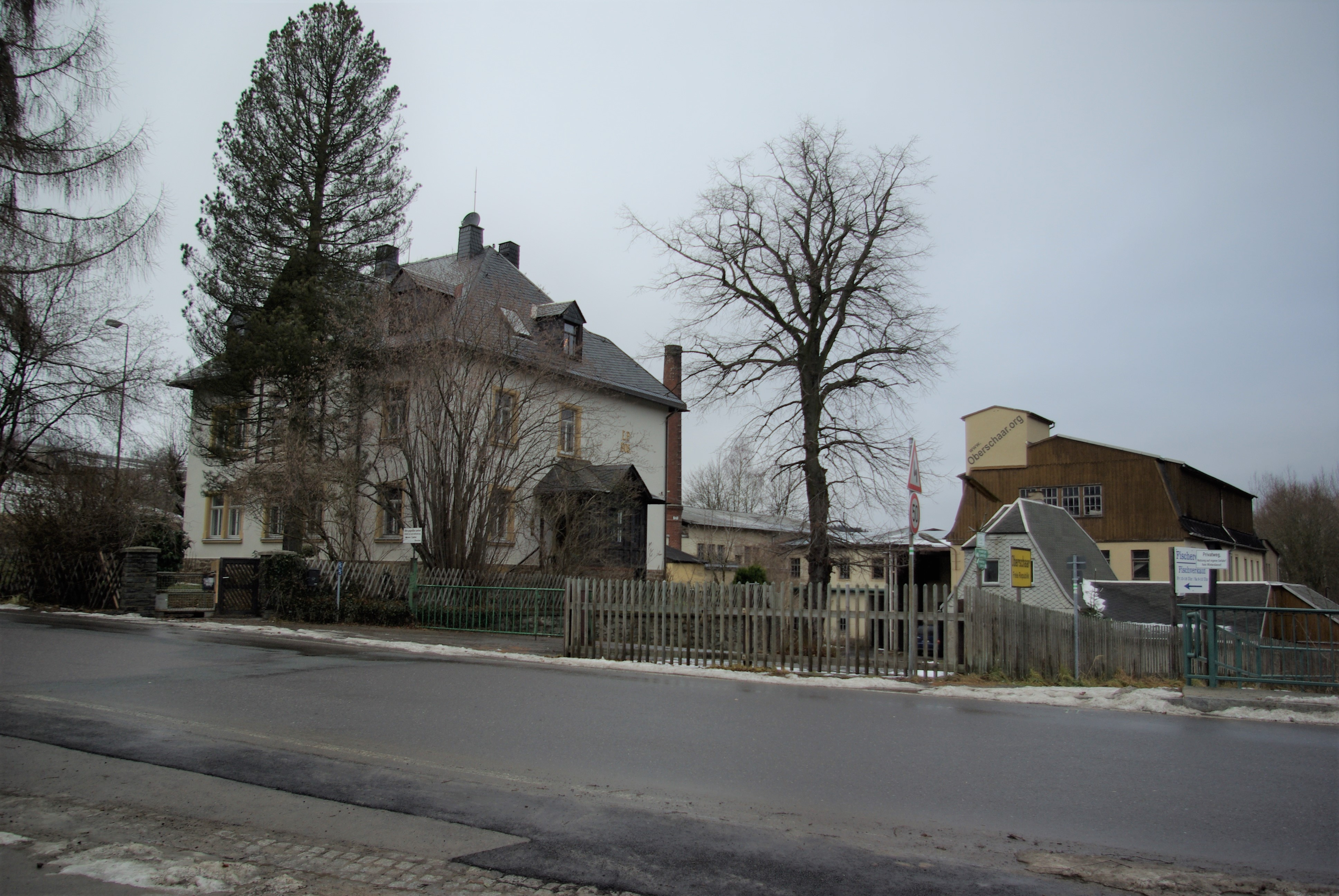
Pursche-Fabrik in Oberschaar

Die Geschichte Oberschaars ist eng mit der von Arnsfeld verbunden. Die Flur von Oberschaar war vermutlich ein ehemals zusammenhängender Besitz des Gutes Arnsfeld, welcher dem Lokator des Dorfes Arnsfeld gehört haben könnte. Das Gut Arnsfeld wurde erstmals 1385 in einer Schenkungsurkunde des Landesherren Hans von Waldenburg an die Kirche zu Wolkenstein erwähnt. Im Jahre 1540 findet sich in einem Protokoll der Name „Arnstatt“ und 1556 bereits der Name „Vberschaar“. Oberschaar war immer nach Arnsfeld gepfarrt und führte wie dieses und die anderen Orte der albertinischen Linie im Jahre 1537 die Reformation ein. Johann Friedrich Luther, ein Enkelsohn von Martin Luther, wohnte in Oberschaar und wurde am 30. Januar 1599 in der Kirche zu Arnsfeld beerdigt. Eine Platte in dieser Kirche erinnert an ihn. Der Pfarrerssohn Andreas Pfauentritt aus Oberschaar wurde 1560 erster nachweisbarer Schulmeister in Arnsfeld. In Oberschaar wurde im 16. Jahrhundert Bergbau betrieben.
Gemeinsam mit dem Amtsdorf Arnsfeld gehörte Oberschaar bis 1856 zum kursächsischen bzw. königlich-sächsischen Amt Wolkenstein. Ab 1856 gehörte der Ort zum Gerichtsamt Annaberg und ab 1875 zur Amtshauptmannschaft Annaberg. 1837 errichtete Wilhelm Moritz Götzel im unteren Ortsteil von Oberschaar eine große Spinnerei, welche später in eine Pappenfabrik umgewandelt wurde. 1848 begann der Bau der Landstraße von Annaberg über Arnsfeld, Oberschaar, Steinbach zum Grenzübergang in Reitzenhain. Durch die Eröffnung der schmalspurigen Preßnitztalbahn im Jahre 1892 erlebte der Ort einen wirtschaftlichen  Aufschwung. Der Bahnhof in Steinbach liegt direkt am gegenüber liegenden Ufer der Preßnitz. Das 1881 erbaute und 1911 abgebrannte Sägewerk Pursche erhielt ein Anschlussgleis an die Bahn. 1921 wurde eine Buslinie von  Annaberg über Arnsfeld, Oberschaar nach Steinbach eröffnet.
Durch die zweite Kreisreform in der DDR kam die Gemeinde Arnsfeld mit ihren Ortsteilen Oberschaar und Mittelschmiedeberg im Jahr 1952 zum Kreis Annaberg im Bezirk Chemnitz (1953 in Bezirk Karl-Marx-Stadt umbenannt), der ab 1990 als sächsischer Landkreis Annaberg fortgeführt wurde und 2008 im Erzgebirgskreis aufging. 1979 eröffnete die Raststätte „Am Wildbach“ am Ufer der Preßnitz zwischen Steinbach und Schmalzgrube. Sie liegt zum Teil auf der Flur von Oberschaar. 1984 wurde der Verkehr auf dem oberen Streckenabschnitt der Preßnitztalbahn zwischen Jöhstadt und Niederschmiedeberg eingestellt. Seit 1992 wurde der Streckenabschnitt zwischen Jöhstadt und Steinbach als Museumsbahn reaktiviert. An der Raststätte „Am Wildbach“ entstand ein Haltepunkt der Bahn.
Durch den Zusammenschluss der Gemeinden Arnsfeld und Mildenau ist Oberschaar seit dem 1. Januar 1999 ein Teil des Ortsteiles Arnsfeld der Einheitsgemeinde Mildenau.

## Religion
Oberschaar gehört zur ev.-luth. Kirche in Arnsfeld.

## Tourismus

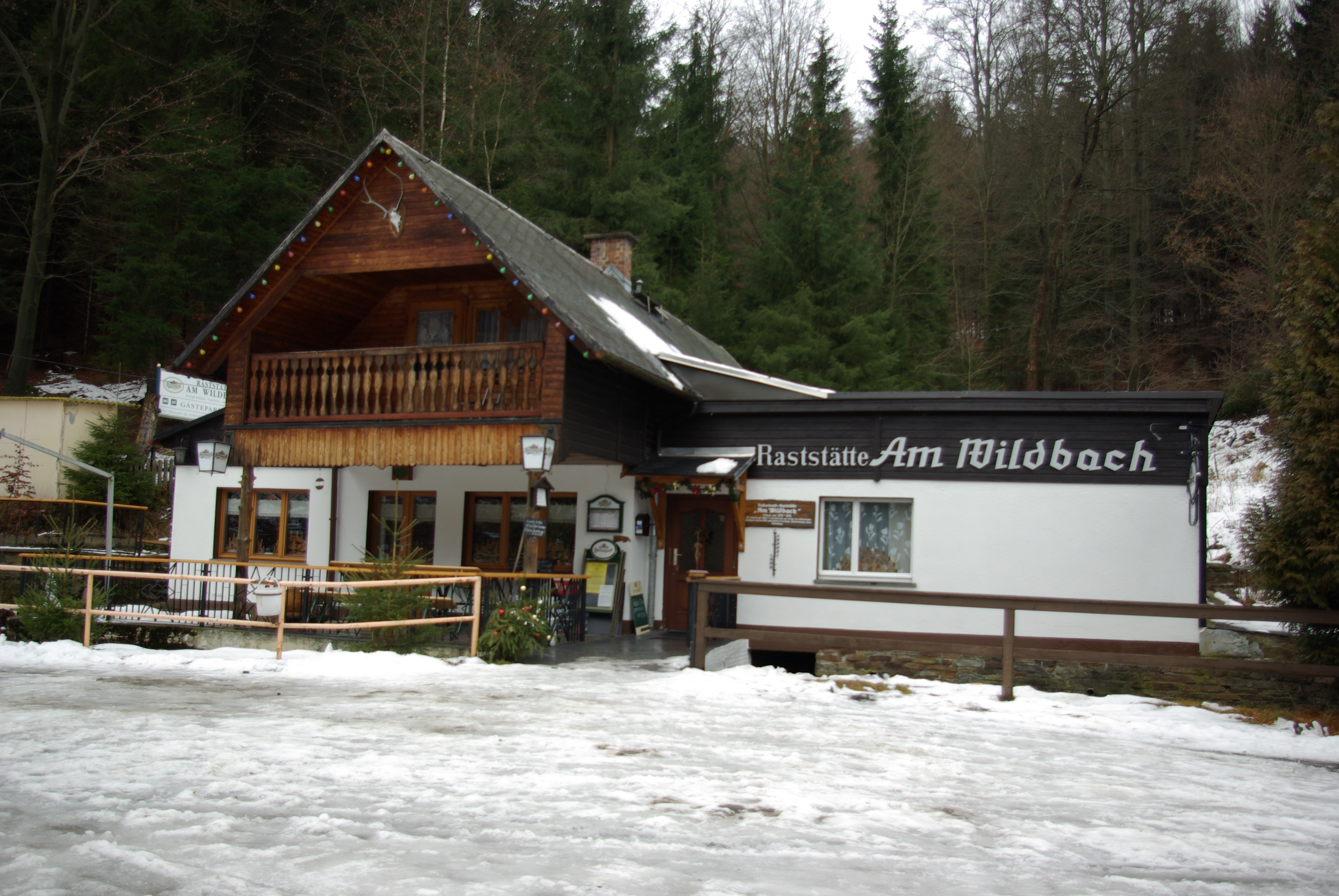
Raststätte „Am Wildbach“

- Die schmalspurige Preßnitztalbahn hat ihren Endbahnhof in Steinbach bei Jöhstadt am gegenüberliegenden Ufer der Preßnitz. Von dort verläuft ein Radweg entlang der stillgelegten Bahnstrecke in Richtung Niederschmiedeberg und Wolkenstein.
- Die Raststätte „Am Wildbach“ liegt romantisch im Tal der Preßnitz zwischen Steinbach und Schmalzgrube. Seit der Verlängerung der Museumsbahn bis Steinbach im Jahr 2000 hat die Preßnitztalbahn einen Haltepunkt an dem beliebten Rastplatz für Wanderer.
- Die Fischerei in Oberschaar züchtet und verkauft frischen Fisch.

### Brauchtum

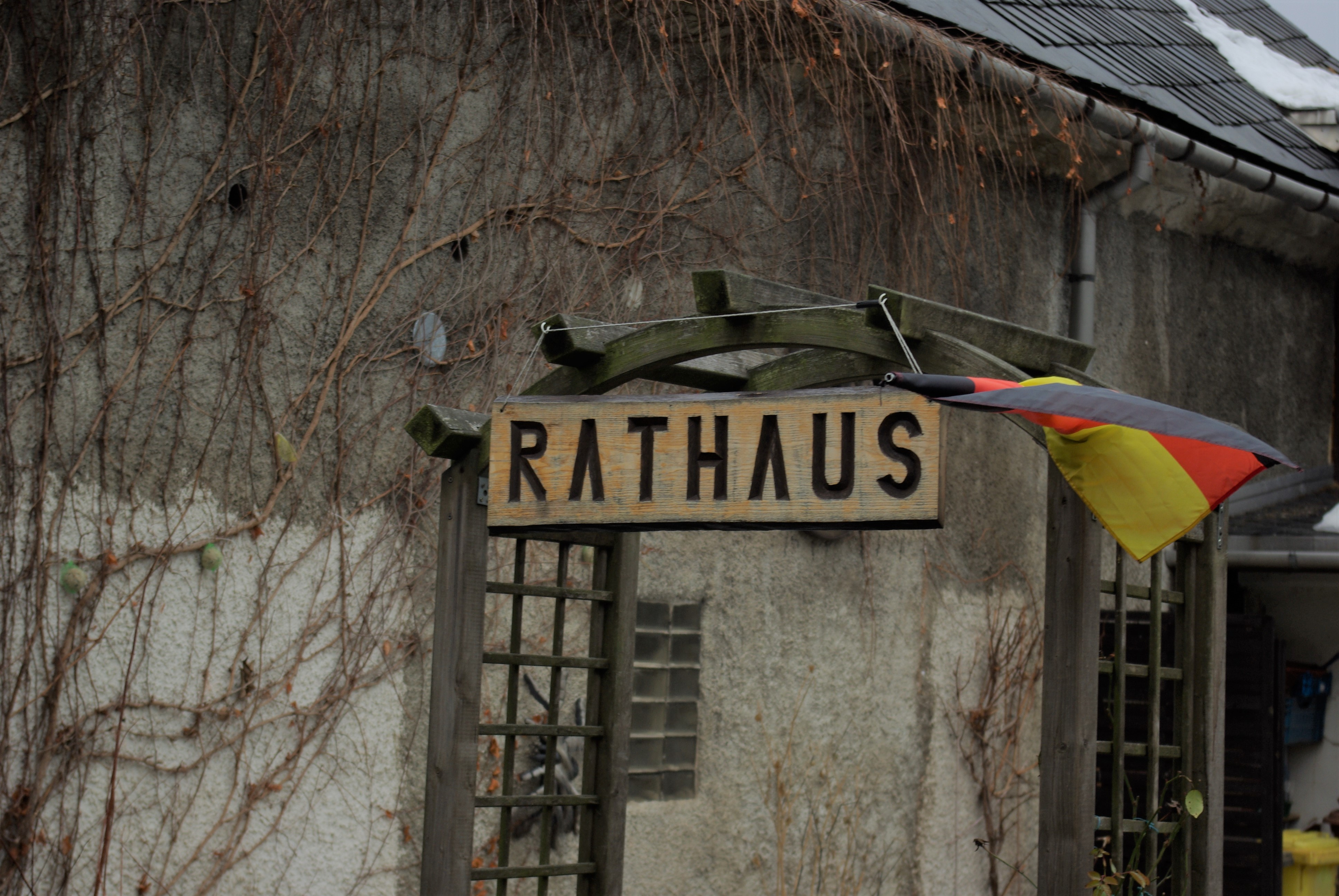
Oberschaar, Schild Rathaus

Jedes Jahr findet in Oberschaar das „Oberschaar-Fest“ statt. Brauch ist, dass zu diesem Anlass ein „Bürgermeister“ gewählt wird. An seinem Haus wird das Schild „Rathaus“ angebracht. Zu seinen Aufgaben gehört unter anderem, dass er jeden Bürger persönlich einen Neujahrsgruß bringen muss und die Unabhängigkeitserklärung der „Freien Republik Oberschaar“ dem Bürgermeister in Mildenau überreicht.

## Verkehr
Oberschaar liegt an der Landstraße von Annaberg-Buchholz zum sächsisch-böhmischen Grenzübergang in Reitzenhain. Diese verläuft als Staatsstraße 218 über Arnsfeld und Oberschaar nach Steinbach. Über die Flur von Oberschaar verliefen bis zur Stilllegung im Jahre 1984 die Gleise der Preßnitztalbahn zwischen den Bahnhöfen Oberschmiedeberg und Steinbach. Die Firma Pursche unterhielt ein Anschlussgleis. Seit der Reaktivierung der Museumsbahn enden die Gleise des Bahnhofes in Steinbach auf dem Oberschaarer Ufer der Preßnitz. Der Streckenabschnitt von Steinbach über Oberschaar bis Oberschmiedeberg wird in den nächsten Jahren wieder aufgebaut werden. Als erste Etappe erhielt der Bahnhof Oberschmiedeberg im Verlaufe des Jahres 2023 seine Gleise zurück.